# Otišić
Otišić je selo u Splitsko-dalmatinskoj županiji, blizu grada Vrlike.
Smješteno je u dalmatinskom zaleđu, južno od grada Vrlike, čiji je gradski dio uz državnu cestu D1 koja povezuje Vrliku s gradom Sinjem. Selo ima oko 20 stanovnika, većinom pripadnika srpske nacionalne manjine.
Otišić površinom zauzima prostor od 51,01 km2,  između planine Svilaje na jugoistoku i akumulacijskog jezera Peruča na sjeveroistoku.
Selo ima nekolicinu zaselaka i to su:
- Draga Otišićka,
- Gaj,
- Poljana,
- Dubrava,
- Ječmište,
- Krivošija,
- Ograde,
- Poljice Otišićko,
- Rudopolje Sinjsko,
- Svilaja,
- Ševina Njiva,
- Tavan i
- Vlake.

## Povijest
U selu se nalazi pravoslavna crkvica sv. Arhanđela Mihaila koji datira iz 1889. godine. Selo je zanimljivo i po tome što je su u njemu pronađeni nalazi iz kamenog i rimskog doba te ostaci starokršćanske crkve.
U NOB-u tijekom Drugog svjetskog rata sudjelovalo je 95 stanovnika.

## Stanovništvo
| broj stanovnika | 1010  | 1099  | 1204  | 1497  | 1657  | 1924  | 1929  | 1957  | 1668  | 1631  | 1534  | 1230  | 1191  | 1006  | 20    | 23    | 39    |
|                 | 1857. | 1869. | 1880. | 1890. | 1900. | 1910. | 1921. | 1931. | 1948. | 1953. | 1961. | 1971. | 1981. | 1991. | 2001. | 2011. | 2021. |